# Richard Dostálek
Richard Dostálek (* 26. April 1974 in Uherské Hradiště, Mähren, Tschechoslowakei) ist ein tschechischer Fußballspieler.

## Karriere
Dostálek begann seine Profikarriere bei Boby Brno. Zwischen 1994 und 1996 bestritt er für die tschechische U-21-Mannschaft acht Spiele, in denen er ein Tor schoss. 1998 wechselte der technisch versierte Mittelfeldspieler zu Slavia Prag. 
Im Januar 2004 ging Dostálek in die russische Liga zu Rubin Kasan. Nach nur einer Saison kehrte er zurück nach Tschechien, diesmal in seine Geburtsstadt zum 1. FC Slovácko. Dort blieb er allerdings nur ein halbes Jahr, ehe ihn der Zweitligist FC Erzgebirge Aue im Sommer 2005 verpflichtete. In der Saison 2007/08 stand Dostálek bei den Sportfreunden Siegen in der Regionalliga Süd unter Vertrag. Aufgrund einer schweren Kreuzbandverletzung konnte er kein Pflichtspiel für die Sportfreunde absolvieren.
Im Juli 2008 wechselte Dostálek zum tschechischen Viertligisten SK Líšeň aus Brünn. Im Januar 2009 wechselte er auf Leihbasis zum Erstligisten FC Tescoma Zlín. Im Juli 2009 wechselte Dostálek zu seinem ehemaligen Verein 1. FC Brno. In zwei Spielzeiten für Brno erzielte er 10 Tore in 53 Spielen, bevor er im Herbst 2011 in die tschechische MSFL zum SK Líšeň wechselte. Nach einer Saison und dem Abstieg des SK Líšeň in die Divize verließ er den Verein. Er heuerte im Sommer 2012 als spielender Co-Trainer beim MFK Vyškov. Nachdem er dort gute Leistung gezeigt hatte, kehrte er im Winter 2012 in die MSFL zurück und unterschrieb bei MSK Břeclav.

### International
Für die Tschechische Nationalmannschaft absolvierte Dostálek fünf Spiele, zwei 1996 und drei in der Spielzeit 2002/03.

### Als Trainer
Im Sommer 2012 agierte er fünf Monate als spielender Co-Trainer des Divize Verein MFK Vyškov.